# J-POP GIG TOUR 1997
『J-POP GIG TOUR 1997』（ジェーポップ・ビック・ツアー・ナインティーンナインティーセブン）は日本の女性ダンス・ボーカルグループ MAXのライブ・ビデオである。VHS・LDは1997年10月8日、DVDは2000年9月27日に発売。

## 概要
- 1stアルバム『MAXIMUM』を引っ下げ、1997年に行われた初の全国ツアー『FRESH LIGHT presents "J-POP GIG TOUR 1997"』の模様を収録。
- 当時持ち曲が不足していたため、シュープリームスのカバー数曲をセットリストに追加し、ソロで披露していた。その際、NANAがサックスを、REINAがギターを演奏するコーナーも存在していた。
  - これらのパートはビデオ・DVD化の際は版権の都合で全てカットされたが、封入されたブックレットにおいてREINAがギターを持っている写真が使用されている。
  - 当時テレビで放送されたドキュメンタリー番組では、このパートがごく一部のみではあるが放映された。

## 収録会場
- 日本武道館（1997年8月25日公演）

## 収録曲
1. GET MY LOVE!
2. REALITY
3. STRANGER IN THE NIGHT
4. SUMMER TIME
5. BECAUSE I NEED YOU
6. EXTASY
7. SO MUCH IN LOVE
8. BROKEN HEART
9. Love is Dreaming
10. Wonderland
11. TORA TORA TORA
12. KISS TO KISS
13. Give me a Shake
14. Seventies
15. LOVE LOVE FIRE